# The National Art Center, Tokyo
Trung tâm nghệ thuật quốc gia Tokyo (tên tiếng Anh: The National Art Center (国立新美術館 Kokuritsu Shin-Bijutsukan) (NACT) là một viện bảo tàng ở Roppongi, Minato, Tokyo, Nhật Bản. Là một dự án chung của Cơ quan phụ trách các vấn đề văn hóa và Viện bảo tàng quốc gia Cơ quan hành chính độc lập, nó nằm trên một địa điểm trước đây thuộc cơ sở nghiên cứu của Đại học Tokyo.
Tòa nhà do Kurokawa Kisho thiết kế và là một trong những không gian triển lãm lớn nhất nước. Người tham quan sẽ đi từ Ga Nogizaka trên Tuyến Tokyo Metro Chiyoda.
Không giống như các bảo tàng nghệ thuật quốc gia khác của Nhật Bản, NACT là một 'bảo tàng trống rỗng', không có bộ sưu tập, không trưng bày cố định và không có cả người quản lý. Giống như Kunsthalle ở các khu vực nói tiếng Đức, bảo tàng tổ chức các cuộc triển lãm tạm thời do các tổ chức khác tài trợ và quản lý. Chính sách đã thành công. Trong năm tài chính đầu tiên vào năm 2007, nó đã có 69 cuộc triển lãm do các nhóm nghệ thuật tổ chức và 10 cuộc triển lãm do NACT tổ chức. Triển lãm Monet được tổ chức từ ngày 7 tháng 4 đến ngày 2 tháng 7 năm 2007, là triển lãm được ghé thăm nhiều thứ hai trong năm, không chỉ ở Nhật Bản mà trên toàn thế giới.
Bản sắc đồ họa trực quan của nó được phát triển bởi nhà thiết kế đồ họa Kashiwa Sato của Samurai Inc. có trụ sở tại Tokyo.

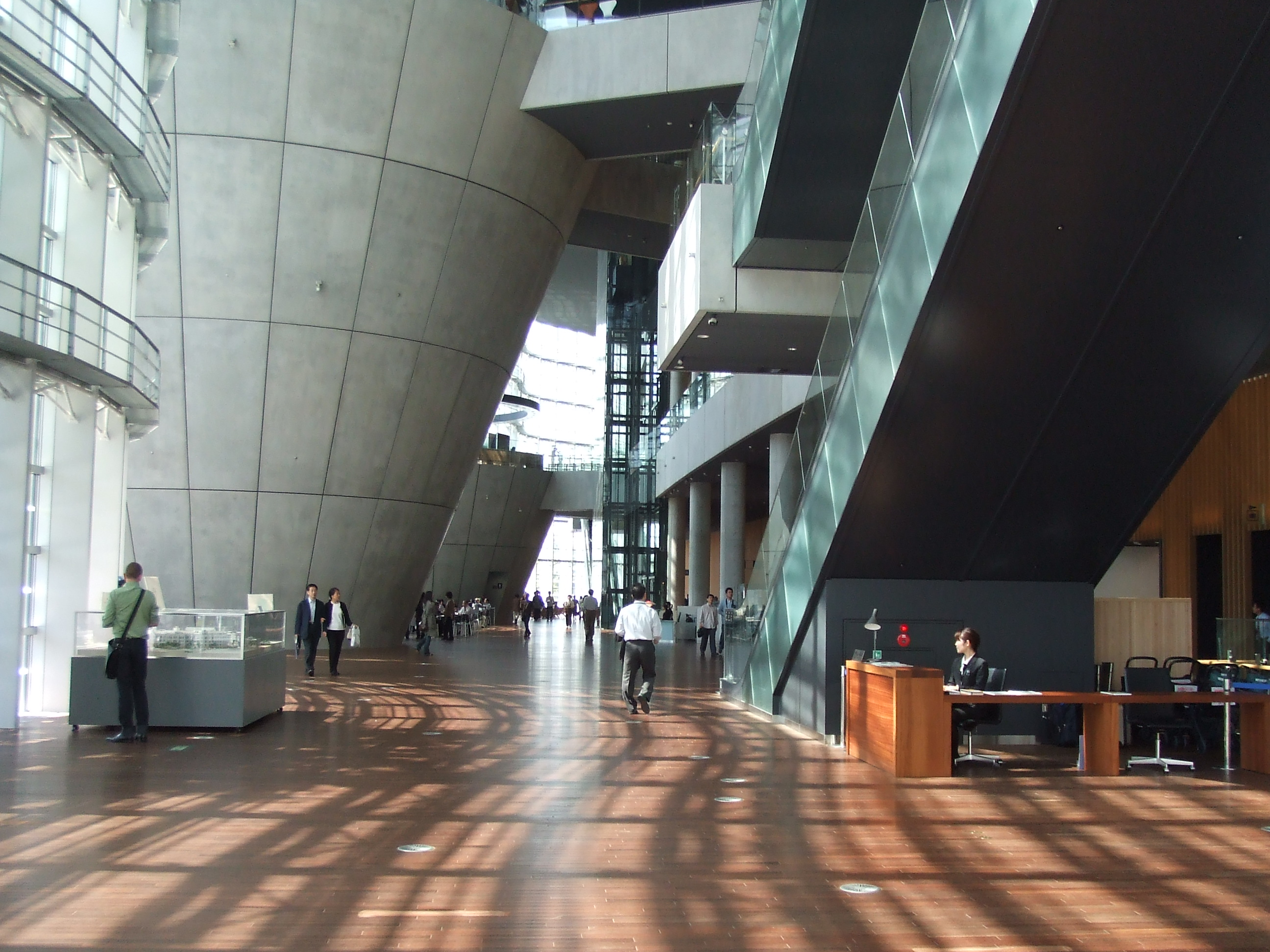
Sảnh chính
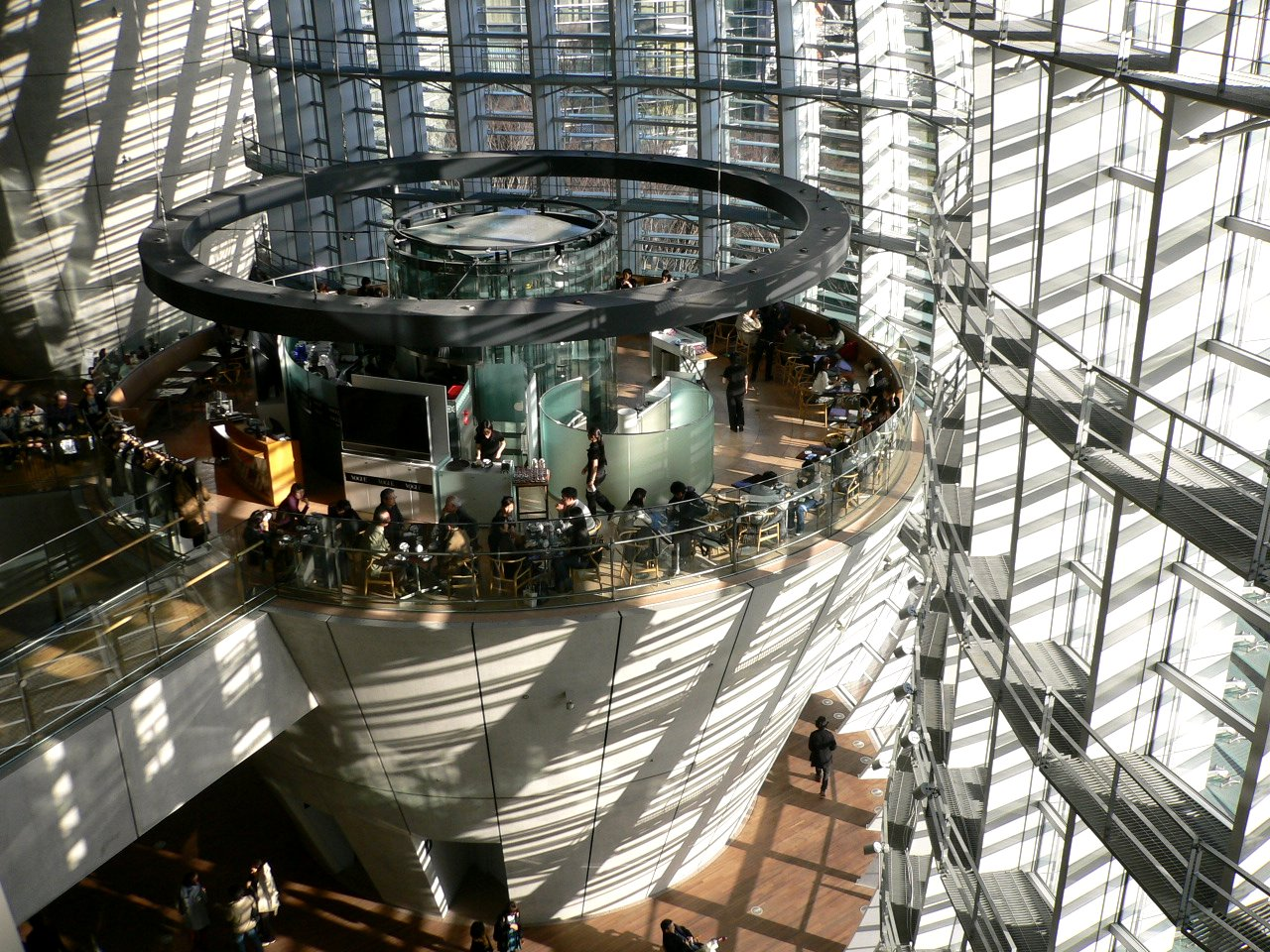
Brasserie Paul Bocuse Le Musée
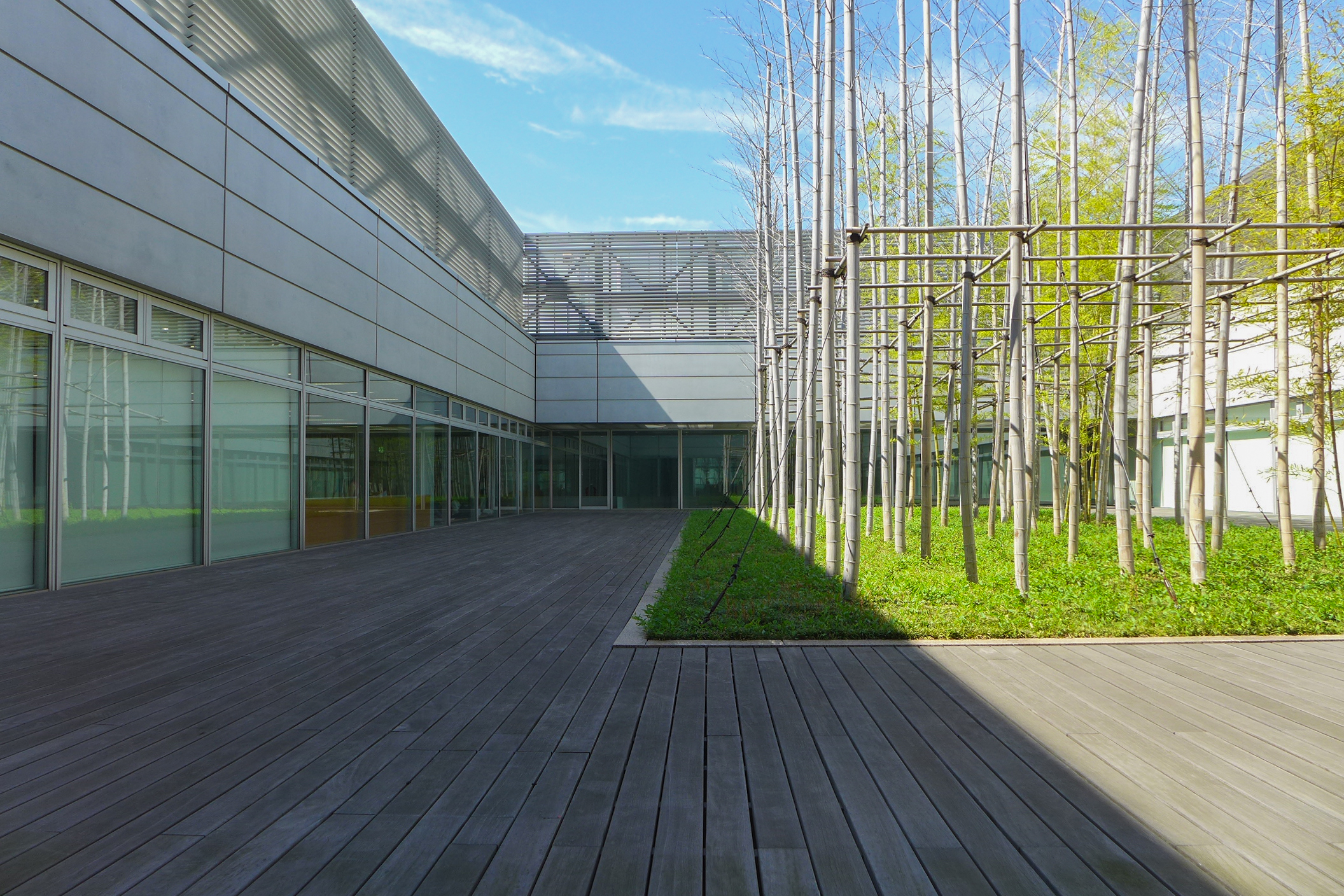
Sân trước
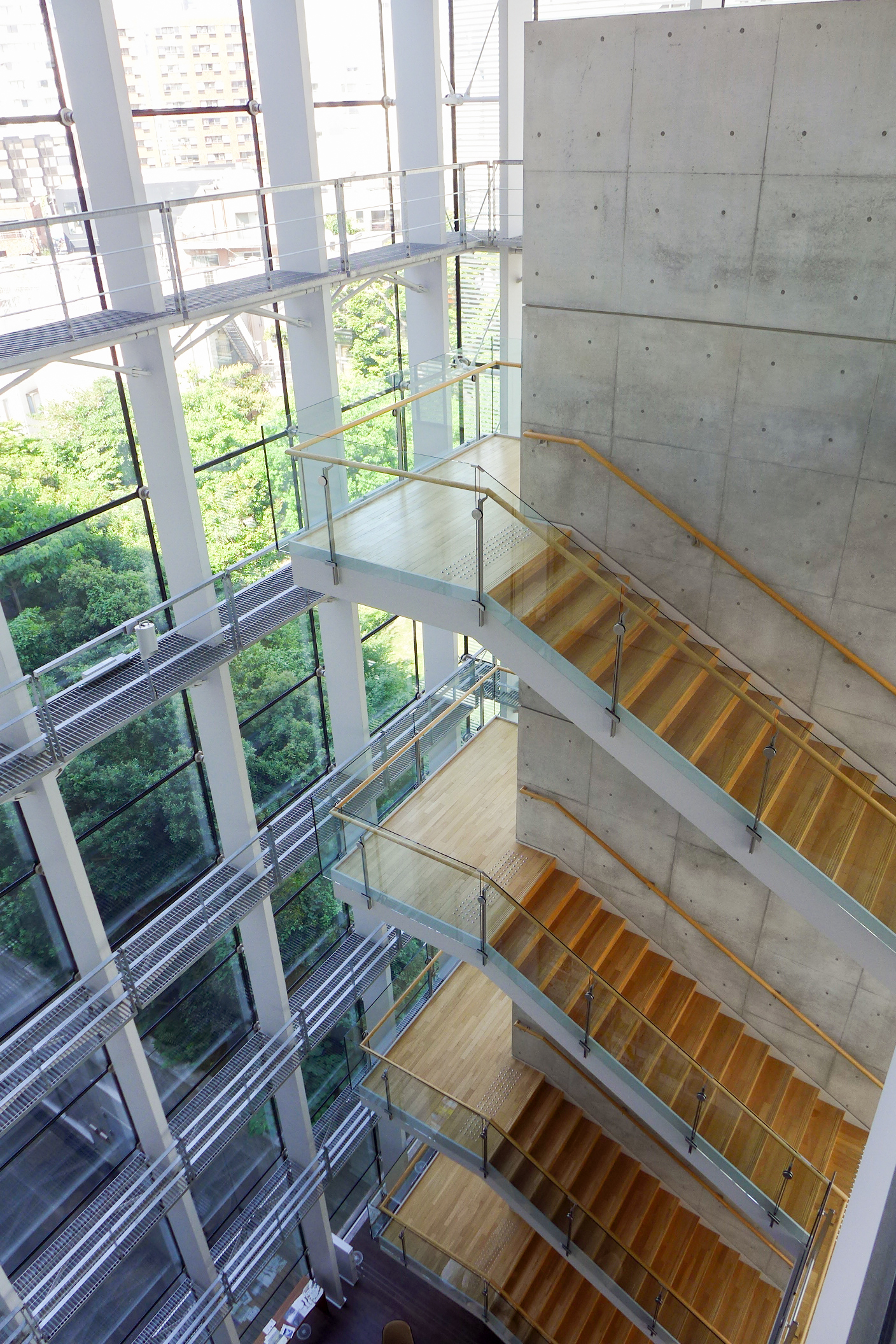
Cầu thang
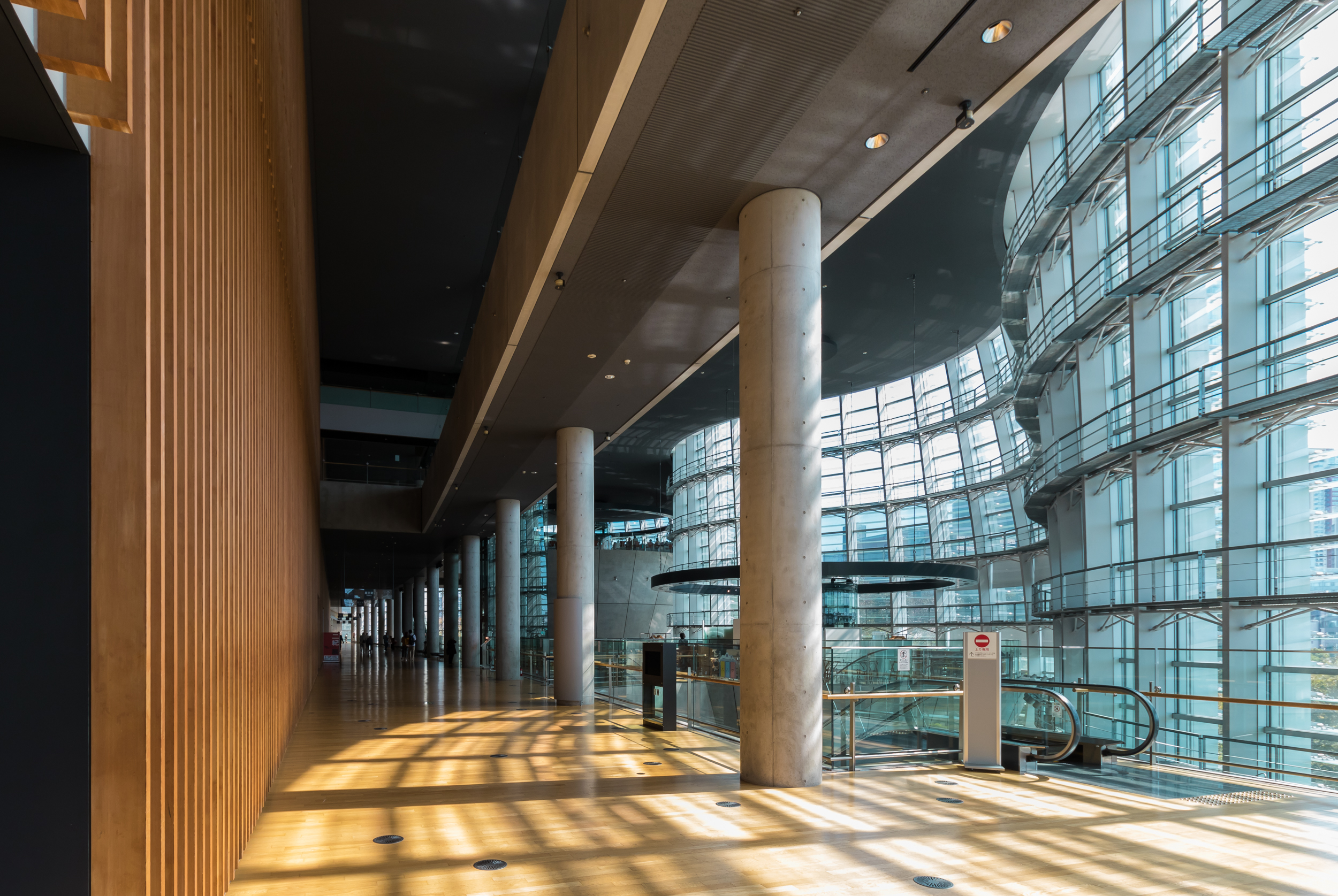
Hành lang
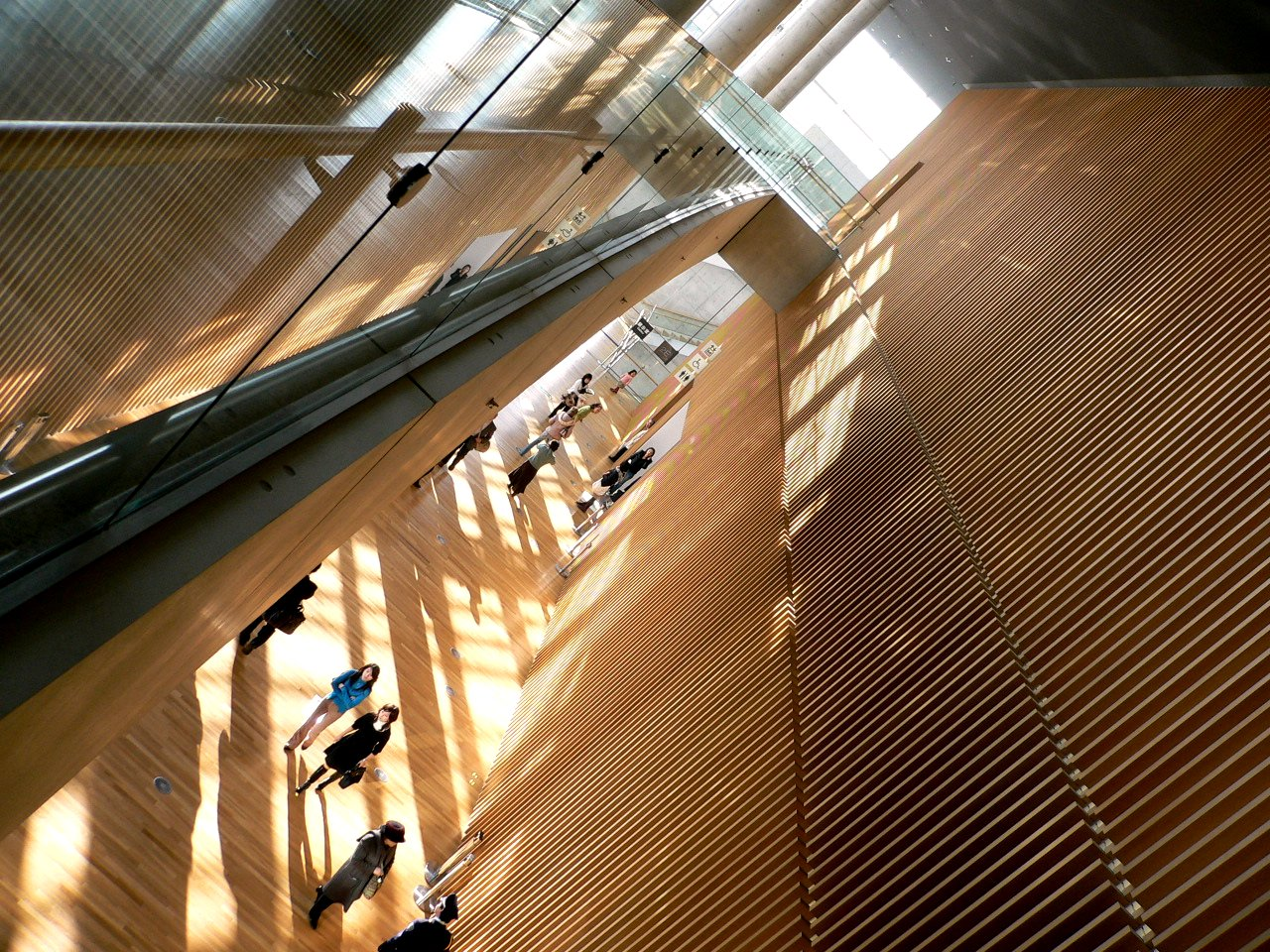
Gỗ được dán trên tường để tạo cảm giác thoải mái và ấm áp.
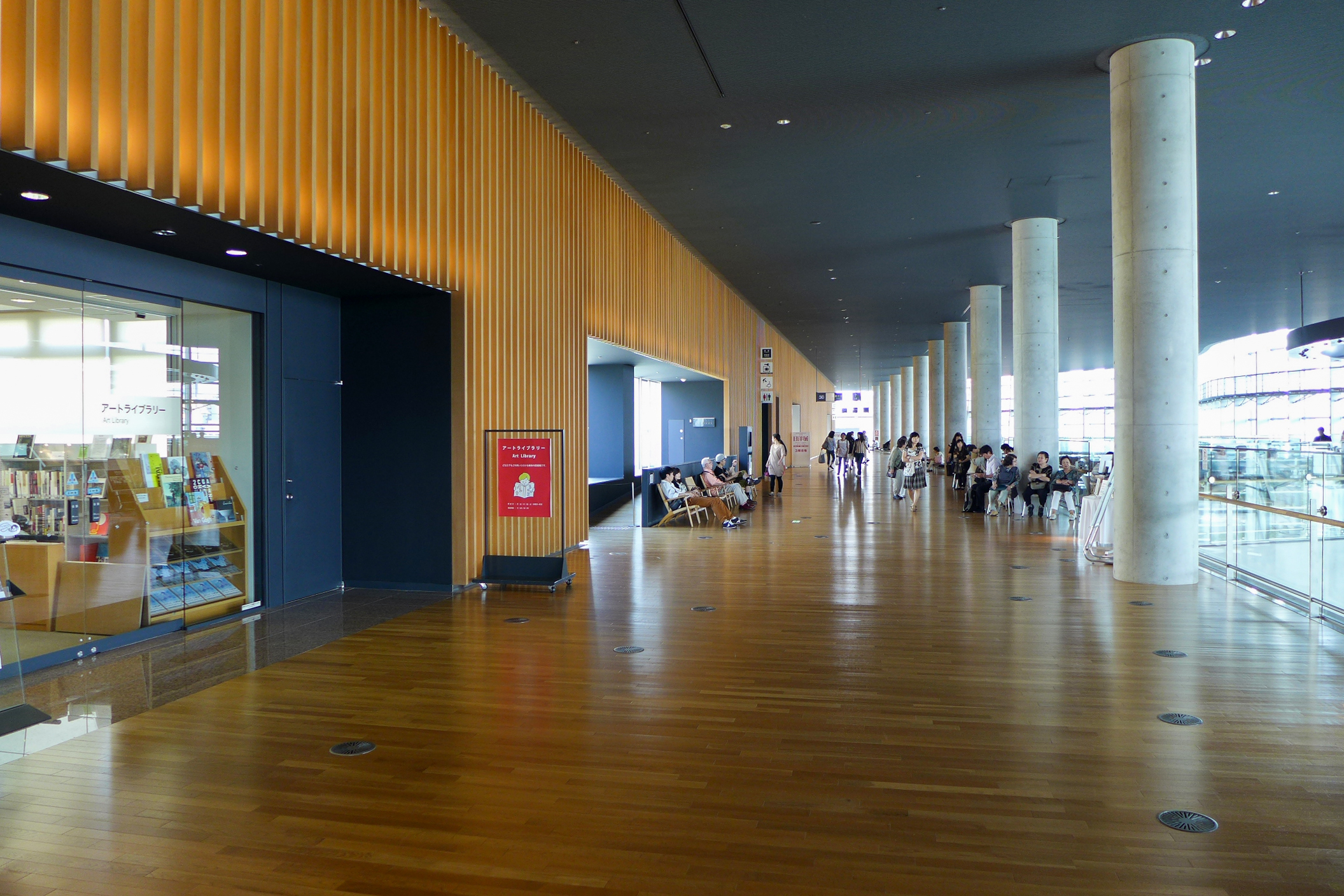
Hành lang tầng 3 (tháng 10 năm 2007)